# Seznam zápasů české a lotyšské hokejové reprezentace
Toto je seznam zápasů české a lotyšské hokejové reprezentace na ZOH a MS.

## Lední hokej na olympijských hrách
| Datum     | Číslo | Česko | Výsledek | Zápas      | ZOH  | Místo     | Branky České republiky                                                      |
| --------- | ----- | ----- | -------- | ---------- | ---- | --------- | --------------------------------------------------------------------------- |
| 20.2.2010 | 1     | Česko | 5:2      | ZS         | 2010 | Vancouver | David Krejčí • Tomáš Plekanec • Jaromír Jágr • Tomáš Kaberle • Patrik Eliáš |
| 24.2.2010 | 2     | Česko | 3:2 PP   | osmifinále | 2010 | Vancouver | Tomáš Rolinek • Tomáš Fleischmann • David Krejčí                            |
| 14.2.2014 | 3     | Česko | 4:2      | ZS         | 2014 | Soči      | Martin Erat • Jaromír Jágr • Jakub Voráček • Marek Židlický                 |

## Mistrovství světa v ledním hokeji
| Datum     | Číslo | Česko | Výsledek | Zápas       | MS   | Místo      | Branky České republiky                                                         |
| --------- | ----- | ----- | -------- | ----------- | ---- | ---------- | ------------------------------------------------------------------------------ |
| 11.5.2000 | 1     | Česko | 3:1      | čtvrtfinále | 2000 | Petrohrad  | Václav Varaďa • Michal Sýkora • Jiří Dopita                                    |
| 2.5.2002  | 2     | Česko | 3:1      | OS          | 2002 | Jönköping  | Jaromír Jágr • Martin Procházka • Pavel Kubina                                 |
| 24.4.2004 | 3     | Česko | 3:1      | ZS          | 2004 | Praha      | 2x Martin Straka • Jaroslav Špaček                                             |
| 5.5.2006  | 4     | Česko | 1:1      | ZS          | 2006 | Riga       | David Výborný                                                                  |
| 17.5.2010 | 5     | Česko | 3:1      | OS          | 2010 | Mannheim   | 2x Tomáš Rolinek • Roman Červenka                                              |
| 30.4.2011 | 6     | Česko | 4:2      | ZS          | 2011 | Bratislava | Tomáš Rolinek • Patrik Eliáš • Martin Havlát • Roman Červenka                  |
| 10.5.2012 | 7     | Česko | 3:1      | ZS          | 2012 | Stockholm  | Milan Michálek • Petr Nedvěd • Tomáš Plekanec                                  |
| 2.5.2015  | 8     | Česko | 4:2      | ZS          | 2015 | Praha      | Michal Jordán • Jan Kovář • Jaromír Jágr • Jakub Voráček                       |
| 7.5.2016  | 9     | Česko | 4:3 SN   | ZS          | 2016 | Moskva     | 2x Tomáš Plekanec • Michal Řepík • Lukáš Kašpar (rozhodující SN)               |
| 16.5.2019 | 10    | Česko | 6:3      | ZS          | 2019 | Bratislava | 2x Jakub Voráček • Filip Hronek • Jan Kovář • Jakub Vrána • Dominik Simon      |
| 19.5.2022 | 11    | Česko | 5:1      | ZS          | 2022 | Tampere    | Hynek Zohorna • Roman Červenka • Michael Špaček • Tomáš Hertl • David Pastrňák |
| 15.5.2023 | 12    | Česko | 3:4 PP   | ZS          | 2023 | Riga       | David Němeček • Dominik Kubalík • Michal Kempný                                |
| Zdroj     |       |       |          |             |      |            |                                                                                |